# Kaiserliches Postamt (Parchim)
Das ehemalige Kaiserliche Postamt in Parchim am Schuhmarkt Nr. 5 wurde 1883 gebaut. 1888 kaufte die Postverwaltung der Reichspost das Haus. Es steht unter Denkmalschutz.

## Geschichte

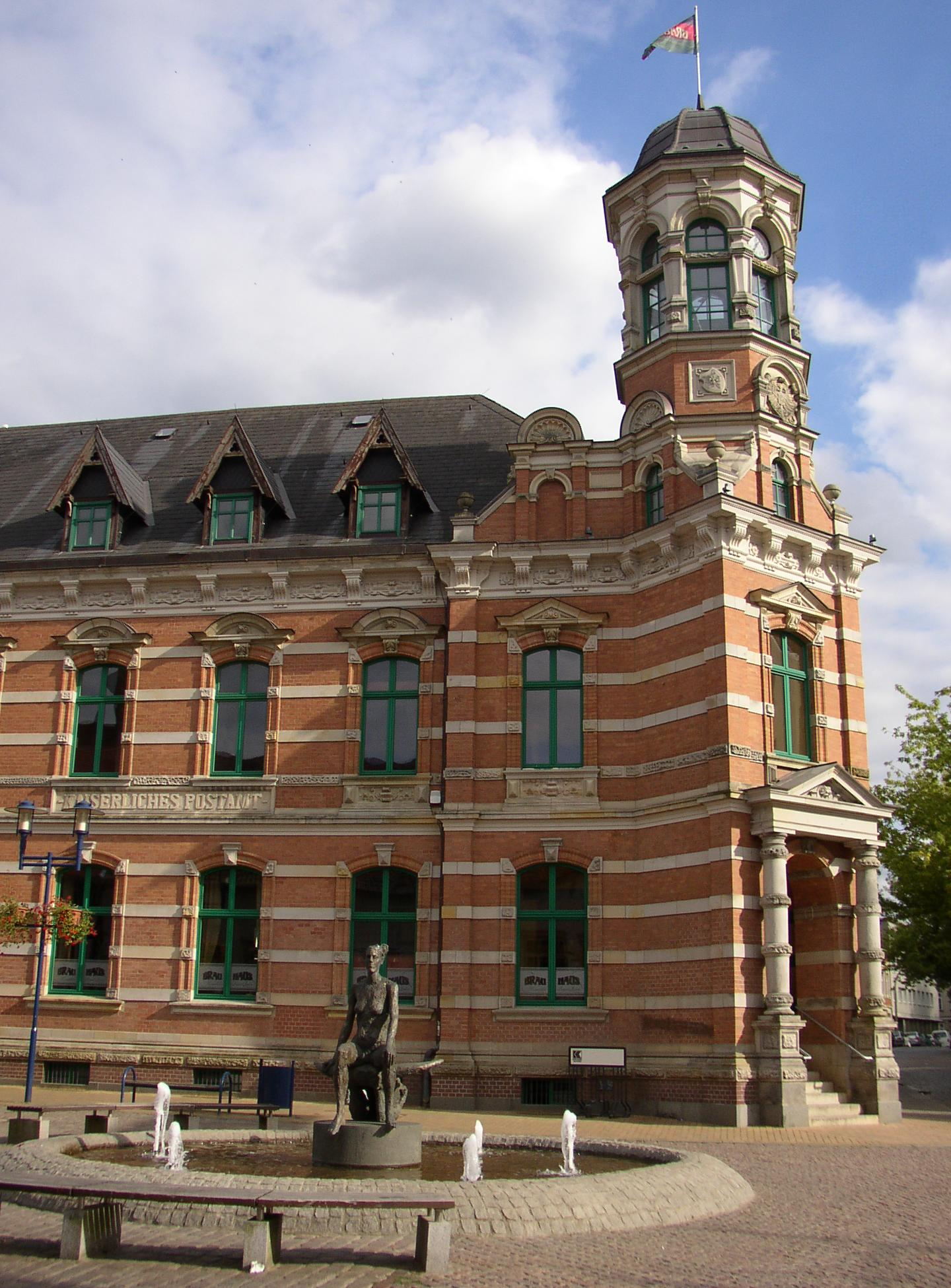
Postamt und Brunnen, 2007

Das zweigeschossige historisierende verklinkerte Gebäude wurde nach Plänen von Hubert Stier (Berlin/Hannover) gebaut. Städtebaulich markant ist der fünfgeschossige Eckturm mit dem quadratischen Schaft und dem achteckigen dreigeschossigen Aufsatz mit einer Glockenhaube. Ein neoklassizistisches Portal mit dorischen Säulen prägt den Eingang. 2012 wurde das Gebäude umgebaut zu dem Hotel Zum Kaiserlichen Postamt mit 14 Zimmern und einem Restaurant. Das Restaurant wird ab März 2018 von einem neuen Betreiber weitergeführt.

Vor dem Haus steht der Brunnen von 1999, mit der Bronzeskulptur Weib auf Stierkopf von dem Berliner Bildhauer Michael Mohns, der in Mecklenburg-Vorpommern lebt und wirkt.